# Алворада д'Оести (микрорегион)
Микрорегион Алворада д'Оести е един от осемте микрорегиона на бразилския щат Рондония и влиза в състава на мезорегион Източна Рондония. Образуван е от четири общини (градове):

## Общини
- Алворада д'Оести
- Нова Бразиландия д'Оести
- Сао Мигел до Гуапоре
- Серингейрас